# Ronald McKinnon (économiste)
Pour les articles homonymes, voir Ronald McKinnon.
Ronald McKinnon (10 juillet 1935 - 1er octobre 2014) est un économiste connu pour ses recherches en économie appliquées, notamment  en économie internationale et en développement économique. Il a fait ses recherches aux États-Unis et était professeur de Science Économique à l'université Stanford depuis 1961,. Il fit des recherches sur le commerce international, la finance, et le développement économique. Il accordait notamment un rôle important aux marchés de capitaux, dont il encourageait le développement par des politiques monétaire et budgétaire adaptées.
McKinnon est renommé pour avoir théorisé le concept de "répression financière" (anglais) avec Edward Shaw en 1973,,.

## Œuvres
- Ronald McKinnon (mai 2014). China’s Currency Conundrum. SIEPR Policy Brief.
- Ronald McKinnon (avril 2014). The Unloved World Dollar Standard: Greenspan-Bernanke *Bubbles in the Global Economy. SCID. SCID Working Paper 497.
- Ronald McKinnon and Gunther Schnabl (février 2014). China’s Exchange Rate and Financial Repression: The Conflicted Emergence of the Renminbi as an International Currency. SCID. SCID Working Paper 493.
- Ronald McKinnon (octobre 2013). Tapering Without Tears. SIEPR Policy Brief.